# António Henrique Rodrigo de Oliveira Marques
António Henrique Rodrigo de Oliveira Marques, portugalski zgodovinar, * 23. avgust 1933, † 23. januar 2007, Lizbona.
Še vedno velja za enega največjih poznavalcev portugalske srednjeveške zgodovine.
1. ↑  data.bnf.fr: platforma za odprte podatke — 2011.